# Nieves Llamas
Nieves Llamas Pajuelo (Arcos de la Frontera 1 de diciembre de 1977) es una exjugadora profesional de baloncesto. Su posición natural en la pista es pívot. Su último equipo como profesional fue el Liomatic Umbertide de la Lega Italiana. Es una jugadora que conoce el baloncesto español a la perfección ya que ha pasado por numerosos equipos.

## Trayectoria
La gaditana se formó en las categorías inferiores del club El Frisal de Cádiz, para luego jugar en el Arganda, y Tres Cantos. Fue en ese momento cuando dio un salto de calidad al fichar por el aquel entonces Halcón Viajes de Salamanca (actualmente Perfumerías Avenida) que por aquel entonces era un equipo de media tabla para arriba. Su buen hacer hizo que posteriormente fichara por el mejor club de la Liga Femenina Ros Casares de Valencia. Rivas Futura de Madrid fue su siguiente destino, jugando en LF2 y consiguiendo el ascenso a LF. Tras dos años de éxito regresó al Perfumerías Avenida donde consiguió la Copa de la Reina volviendo de nuevo a Rivas Futura dos temporadas más. Su último equipo en España ha sido el Sóller Joventud Mariana con el que consiguió también el ascenso. Actualmente forma parte de la plantilla del Zamarat de Zamora que juega en LF 2
Con respecto a la selección, Nieves ha sido internacional en categorías inferiores y ha llegado a enfundarse la roja en categoría absoluta en 8 ocasiones. En su palmarés cuenta principalmente con el Oro conseguido en la Universiada de Palma disputada en el 99. También disputó dos ediciones de Juegos Mediterráneos, consiguiendo la medalla de bronce en los disputados en Túnez en el año 2001.

### Homenajes
La alcaldesa, Josefa Caro, presidió el acto de reconocimiento a la deportista arcense Nieves Llamas por los logros obtenidos en su trayectoria deportiva en la práctica del baloncesto a nivel nacional e internacional desde que comenzó su carrera deportiva a principios de los años 90. 
El acto, celebrado en el IES Guadalpeña, contó con la participación de los delegados de Deportes y Barrio Bajo, Isidoro Gambín y Fernando Mancheño, del director del centro, José Luis Jaime, y de los portavoces municipales de la oposición, además de sus familiares y amigos, que han querido acompañarla en este homenaje. 
La deportista recibió de manos de la alcaldesa una placa conmemorativa del Ayuntamiento, además de descubrir otra placa a las puertas del gimnasio de este centro educativo que, a partir de ahora, llevará su nombre.

## Trayectoria
- El Frisal de Cádiz (España)
- Arganda de Madrid (España)
- Tres Cantos de Madrid (España)
- Halcón Viajes de Salamanca (España)
- Ros Casares de Valencia (España)
- Rivas Futura de Madrid (España)´04
- Perfumerías Avenida de Salamanca (España)´05
- Rivas Futura LF2 (España)´06
- Rivas Futura LF (España)´07
- COP Crespi LF2 (España)´08
- Sóller Joventud Mariana LF (España)´09
- Zamarat (España)´09

## Palmarés
- Subcampeona de Liga´99 con Halcón Viajes
- Subcampeona Copa Reina´01 con Halcón Viajes
- Campeona de Copa Reina Zaragoza´03
- Subcampeona de Liga´03
- Cuartos Final Euroliga´03
- Campeona Copa de la Reina´05
- Subcampeona de la Liga Femenina 2 (España)´06
- Subcampeona Liga Femenina 2´08